# Treknow
Treknow – wieś w Anglii, w Kornwalii. Leży 82 km na północny wschód od miasta Penzance i 338 km na zachód od Londynu.